# Bethlehem (Nowy Jork)
Bethlehem – miasto w Stanach Zjednoczonych, w stanie Nowy Jork, w hrabstwie Albany.